# Янушевський Іван Якович
Іван Якович Янушевський (7 січня 1821 — 25 серпня 1879) — російський контр-адмірал, активний учасник першої оборони Севастополя.

## Біографія
Народився 7 січня 1821 року в родині дворян Херсонської губернії. Виховувався в Чорноморській штурманській роті у Миколаєві, в 1836 році став гардемарином на Чорноморському флоті, в 1839 році, ставши мічманом, направлений до Балтійський флот. У 1844 році отримав звання лейтенанта і переведений в Чорноморський флот, де до 1854 року на різних судах крейсував біля східного берега Чорного моря.
З 13 вересня 1854 року лейтенант 29-го флотського екіпажу Янушевський знаходився в гарнізоні Севастополя на 2-му відділенні оборонної лінії. За відзнаки в боях при першому бомбардуванні Севастополя 5 жовтня проведений в капітан-лейтенанти і нагороджений орденом Святої Анни 3-го ступеня з бантом. 3 листопада 1854 року, незважаючи на сильну контузію, повернувся в стрій, був призначений командиром батареї «літер А» на Інкерманських висотах.
У травні 1855 року нагороджений орденом Святого Володимира 4-го ступеня з бантом, в кінці того ж місяця призначений командиром другого бастіону. Особливо відзначився в день відбиття штурму Севастополя 6 червня 1855 року, завдавши значних втрат французькій піхоті, що атакувала ввірені йому укріплення.
За вміле управління підлеглими, значну шкоду, заподіяну неприятелю і особисту мужність 6 липня 1855 року Похідна Дума Георгіївських кавалерів визнала капітан-лейтенанта Янушевського гідним ордена Святого Георгія 4-го ступеня.
З 1 липня 1855 року командував 3-м бастіоном, де перебував до кінця оборони. 26 серпня був контужений в голову і лівий бік.
Після Кримської війни командував пароплавом «Інкерман» і гвинтовим корветом «Ястреб» на Чорному морі. В 1862 році був нагороджений орденом Святого Станіслава 2-й ступеня з Імператорською короною). В 1867 році в чині капітана 2-го рангу зарахований до Чорноморського флотському екіпажу, а в 1872 році звільнений зі служби.
Помер 25 серпня 1879 року.